# Nicolae Dabija (maior)
Nicolae Dabija (n. 18 aprilie 1907, Galați – d. 28 octombrie 1949, Sibiu) a fost maior al Armatei Române, luptător în cel de-al doilea război mondial și luptător anticomunist. Împreună cu frații Alexandru și Traian Macavei a condus organizația anticomunistă Frontul Apărării Naționale – Corpul de Haiduci, activă în zona munților Apuseni.
Nicolae Dabija s-a născut în orașul Galați, fiul lui Dumitru și Ioana. În anul 1926 a intrat ca voluntar în armată, urmând apoi liceul la Liceul Militar din Iași. După absolvire a urmat Școala Militară de Ofițeri de Infanterie de la Sibiu. A absolvit în anul 1929 cu gradul de sublocotenent. Ca ofițer a activat în mai multe regimente și garnizoane. S-a căsătorit în 1933 cu brăileanca Florica Angheluță.
În octombrie 1941, împreună cu Regimentul Neagoe Basarab No. 38 din Brăila, pleacă (având gradul de căpitan) pe frontul de Răsărit. A fost decorat cu mai multe ordine și decorații militare, atât românești cât și germane. Prin Decret regal, i se conferă Ordinul Mihai Viteazul. Rănit de două ori în luptă, a fost avansat maior la excepțional și citat de trei ori pe armată și o dată pe națiune. Fiind afectat de rănile dobândite pe front, nu a participat la campania din vest.
După încheierea războiului rămâne cadru militar într-o unitate de grăniceri; în iulie 1946 trece la cerere în cadrul disponibil, după care este dat afară de noul regim comunist. Ca decorat cu Ordinul Mihai Viteazul, fusese împroprietărit cu cinci hectare de pământ la Aradul Nou, unde se stabilește cu soția după anul 1946. Aici începe activitatea sa anticomunistă.

## Decorații
- Ordinul „Coroana României” în gradul de cavaler (9 mai 1941)[1]
- Ordinul „Steaua României” cu spade, în gradul de Ofițer cu panglică de „Virtute Militară” (18 octombrie 1944) „pentru fapte de arme săvârșite pe câmpul de luptă”[2]

## Legături externe
- Căutarea și deshumarea unor partizani anticomuniști, uciși de Securitate în Munții Apuseni - http://www.rostonline.ro/, accesat pe 28 august 2015
- Acțiunea de căutare și deshumare a unor partizani anticomuniști, uciși de Securitate în Munții Apuseni 27.08.2015 - http://www.iiccr.ro/ Arhivat în 24 septembrie 2015, la Wayback Machine. pe pagina Institutului de Investigare a Crimelor Comunismului și Memoria Exilului Românesc, accesat pe 28 august 2015